# 긴꼬리홍양진이
긴꼬리홍양진이(영어: Siberian Long-tailed Rosefinch, 학명: Carpodacus sibiricus)는 참새목 되새과에 속하는 새이다.

## 생김새

### 수컷 여름깃
전체적으로 붉은 기운이 있다. 몸윗면이 붉은색이고 흑갈색 줄무늬가 있다. 정수리와 귀깃에 검은색이 있고 날개에 흰색 날개선이 2열을 이룬다.

### 수컷 겨울깃
머리에서 뒷목이 회갈색이고 눈앞에 붉은색이 있다. 옆구리에 황갈색이 있다.

### 암컷
붉은색이 없고 전체적으로 황갈색이다. 허리에 엷은 붉은색 기운이 있고 폭 넓은 흰색 날개선을 가지고 있다.

## 서식지
몽골 북부, 중국 동북부, 사할린, 우수리 등에서 번식하고 카자흐스탄 동부, 중북 동북부, 한국, 일본 등에서 월동한다. 초지, 덤불, 관목림 등지에서 서식한다.